# NGC 1163
NGC 1163 est une galaxie spirale barrée vue par la tranche et située dans la constellation de l'Éridan. NGC 1163 a été découverte par l'astronome américain Francis Leavenworth en 1885.

## Caractéristiques
Sa vitesse par rapport au fond diffus cosmologique est de 2 103 ± 13 km/s, ce qui correspond à une distance de Hubble de 31,0 ± 2,2 Mpc (∼101 millions d'al).
À ce jour, 22 mesures non basées sur le décalage vers le rouge (redshift) donnent une distance de 33,827 ± 5,941 Mpc (∼110 millions d'al), ce qui est à l'intérieur des valeurs de la distance de Hubble.
La classe de luminosité de NGC 1163 est II-III et elle présente une large raie HI.